# Bhogamvaripalli, Srinivaspur
Bhogamvaripalli là một làng thuộc tehsil Srinivaspur, huyện Kolar, bang Karnataka, Ấn Độ.